# Жупиков, Александр Владимирович
Александр Владимирович Жу́пиков (р. 1978) — российский предприниматель, государственный деятель, депутат Государственной Думы VII созыва. Член фракции «Единая Россия», член комитета Госдумы по аграрным вопросам.

## Биография
Родился 29 апреля 1978 года в Тамбове. В 2010 году окончил Российский государственный социальный университет по специальности «Экономист». В 1999 году учредил собственное предприятие и организовал производство по переработке мясопродуктов ООО «Жупиков», где в 1999 — 2016 годах работал генеральным директором. С 2008 года расширил сферу деятельности, учредил и стал генеральным директором ООО «Новая слобода», основным видом деятельности которого стало выращивание зерновых, технических и прочих сельскохозкультур. ООО «Новая слобода» было переименовано в ООО «Агрофирма „Жупиков“», которое открыло в селе Новая Слобода молочный комплекс. Предприятие занимается производством зерновых и овощных культур, разведением крупного рогатого скота, производит молочную продукцию.
В марте 2011 года избран депутатом Тамбовской областной Думы V созыва по Инжавинскому одномандатному избирательному округу № 4. Депутатские полномочия исполнял на непостоянной основе, был членом фракции «Единая Россия», входил в комитет по аграрным вопросам, экологии и природопользованию.
В сентябре 2016 года баллотировался в Госдуму VII созыва, по результатам выборов избран депутатом Государственной Думы по Рассказовскому одномандатному избирательному округу № 178.

## Законотворческая деятельность
С 2016 по 2019 год, в течение исполнения полномочий депутата Государственной Думы VII созыва, выступил соавтором 6 законодательных инициатив и поправок к проектам федеральных законов.